# Монті-Тібуртіні (станція метро)
«Монті-Тібуртіні» (італ. Monti Tiburtini. Monti Tiburtini) — станція лінії B Римського метрополітену. Відкрита 8 грудня 1990 року. Названа у честь однойменної місцевості. Через будівництво цієї станції у 1980-ті роки були зруйновані тенісні корти та футбольні поля, які тут знаходились.

## Околиці і визначні місця
Поблизу станції розташовані:
- Лікарня імені Алессандро Пертіні

## Надземний транспорт
Автобуси: 61, 111, 441, 450, 542, 544, 548.